# Moment of Truth
Moment of Truth – piąty studyjny album hip-hopowej grupy Gang Starr.

## Lista utworów
1. "You Know My Steez" (Elam/Martin) – 4:07
2. "Robbin Hood Theory" (Elam/Martin) – 3:44
3. "Work" (Elam/Hailey/Martin) – 2:57
4. "Royalty" (gościnnie: K-Ci & JoJo) (Elam/Martin) – 5:11
5. "Above the Clouds" (gościnnie: Inspectah Deck) (Elam/Hunter/Martin) – 3:41
6. "JFK 2 Lax" (Elam/Hendly/Martin/Wilson) – 3:34
7. "Itz a Set Up" (Elam/Johnson/Martin) – 3:49
8. "Moment of Truth" (Elam/Martin) – 4:07
9. "B.I. Vs. Friendship" (gościnnie: M.O.P.) (Elam/Grimage/Martin/Murray) – 4:37
10. "The Militia" (gościnnie: Big Shug i Freddie Foxxx) (Campbell, J./Elam/Guy, C./Martin) – 4:48
11. "The Rep Grows Bigga" (Elam/Martin) – 4:55
12. "What I'm Here 4" (Elam/Martin) – 2:45
13. "She Knowz What She Wantz" (Elam/Martin) – 3:00
14. "New York Strait Talk" (Elam/Martin) – 4:14
15. "My Advice 2 You" (Elam/Martin) – 2:31
16. "Make 'Em Pay" (Elam/Gibbs/Martin) – 4:21
17. "The Mall" (gościnnie: G-Dep i Shiggy Sha) (Coleman, T./Elam/Martin/Jackson, E.) – 3:40
18. "Betrayal" (gościnnie: Scarface) (Allen/Brown/Dikerson/Elam/Martin) – 5:29
19. "Next Time" (Brown/Elam/Higgins/Martin) – 3:06
20. "In Memory Of..." (Elam/Martin) – 3:50

## Sample
You Know My Steez
- "Drowning in the Sea of Love" Joe Simon
- "Music Lets Me Be" Les McCann
- "Flash is on the Beatbox" Grandmaster Flash
- "Shadowboxin'" GZA (głos: Method Man)
- "Episodes of a Hustla" Big Noyd
- "What is Hip Hop?" Greg Tate

Work
- "Devil in the Dark" The Manhattans
- "Prove Your Love" Fleetwood Mac

Royalty
- "Let's Do it In Slow Motion" Latimore
- "DWYCK" by Gang Starr (Vocals by Guru)

Above the Clouds
- "Two Piece Flower" by John Dankworth

JFK 2 Lax
- "It's Time to Breakdown" The Supremes

Itz a Set Up
- "Beyond Yesterday" Les McCann

Moment of Truth
- "Let's Fall in Love All Over" Billy Paul

Militia
- "Main Title (Dark Shadows Theme)" Robert Cobert

Rep Grows Bigga
- "Come Dancing" Jeff Beck
- "Off The Books" The Beatnuts
- "DWYCK" Gang Starr (głos: Guru)
- "C.R.E.A.M. (Cash Rules Everything Around Me)" Wu-Tang Clan
- "Fakin' Jax" I.N.I.

What I'm Here 4
- "Little Green Apples" Young-Holt Unlimited

She Knowz What She Wantz
- "Sunnin' and Funnin'" MFSB
- "Itzsoweezee (HOT)" De La Soul

New York Strait Talk
- "It's My Thang" EPMD
- "Bastards" by Ruthless Bastards

My Advice 2 You
- "I Love You More Than You Will Know" Cold Blood

Make 'Em Pay
- "Livin' Proof" Group Home
- "You're Something Special" Five Special

Betrayal
- "Deliver the Word" War

Next Time
- "A Good Man is Gone" Monk Higgins & the Specialites
- "I Shot Ya (Remix)" LL Cool J

In Memory Of...
- "Here's that Rainy Day" Paul Horn & Nexus
- "You're Nobody (Til Somebody Kills You)" The Notorious B.I.G.